# Вилар, Эрве
Эрве́ Вила́р (фр. Hervé Vilard, настоящее имя Рене Вилар; 24 июля 1946, Париж, Франция) — французский певец, автор песен, композитор. Сингл Capri c'est fini, вышедший в 1965 году, принес певцу широкую известность. За его музыкальную карьеру было продано более 40 миллионов дисков. В 1992 году награждён Национальным орденом "За заслуги" за вклад в культуру Франции.

## Ранние годы
Рене Вилар родился 24 июля 1946 года в такси по пути в больницу Сент-Антуан. Он никогда не видел своего отца, так как тот покинул семью сразу после рождения Рене. В 6 лет мальчик попадает в парижский детский дом. Его мать лишают родительских прав, по заявлению соседки, утверждавшей, что мать Рене страдает алкоголизмом.
После Парижа его отправляют в Берри, где он сбегает из семи приёмных семей. В 1957 году он знакомится со священником Денисом Анграном, который становится его духовным отцом и даёт ему школьное образование. В 13 лет Вилар получает школьный аттестат и решает, что музыка - это его призвание.

## Начало карьеры
В 15 лет отправляется в Париж, где знакомится с Даниэлем Кордье, галеристом и членом Движения Сопротивления.С 1962 года Кордье становится опекуном Вилара. В это же время Эрве Вилар начинает работать. На свою зарплату, Вилар берет уроки музыки, танцев и актерского мастерства. Он продает диски в магазине  Симфония на Елисейских Полях, где его замечает Луи Азан,исполнительный директор Philips. В 1963 году он подписывает свой первый пятилетний контракт со студией Mercury Records.

## Взлёт популярности
В 1965 году выходит сингл Capri c’est fini, который становится хитом не только во Франции, но и во всем мире.
После оглушительного успеха альбома Capri c’est fini французский журнал France Dimanche предложил певцу помощь в поисках его матери. Взамен Вилар отдает журналу эксклюзивные права на интервью и на освещение воссоединения семьи в прессе. После встречи Вилара с матерью продажи France Dimanche существенно выросли.
В 1978 году он выпускает очередной хит Nous тиражом более 2 миллионов экземплятов. 31 декабря 1979 года он выступает в концертном зале «Олимпия».
На своих концертах он исполнял песни на стихи Луи Арагона, Маргерит Дюрас, Мориса Фанона, Жака Превера, Жана Жене.
В 1992 году он был награждён Национальным орденом «За заслуги» во время церемонии в театре «Варьете». Эту награду Вилар получил из рук владельца театра Жана-Поля Бельмондо.
В 2006 году в свет выходит первый том его автобиографии L'âme seule. Через год он выпускает второй том Le Bal des papillons. Романы повествуют о его трудном детстве и непростых отношениях с матерью. Оба романа написаны в соавторстве с Жаном-Франсуа Кервианом.
Вилар был популярен не только во Франции, но и в странах Южной Америки. Также его песни стали хитами в Корее, Турции и Японии.

## Личная жизнь
В 1967 году Вилар публично заявляет о своей гомосексуальности. Он становится первым французским певцом,который заявил об этом публично.

В настоящее время проживает в коммуне Ла-Селет в округе Сент-Аман-Монрон.

## Дискография
- Capri, c'est fini (1965)
- Fais la rire (1969)
- Champagne (1976)
- Rêveries (1977)
- Nous (1977)
- Je l'aime tant (1981)
- Ensemble (1983)
- Le Vin de Corse (1986)
- L'Amour défendu (1990)
- Tout simplement (1997)
- Simplement (2002)
- Cri du cœur (2004)